# Polska guldåldern

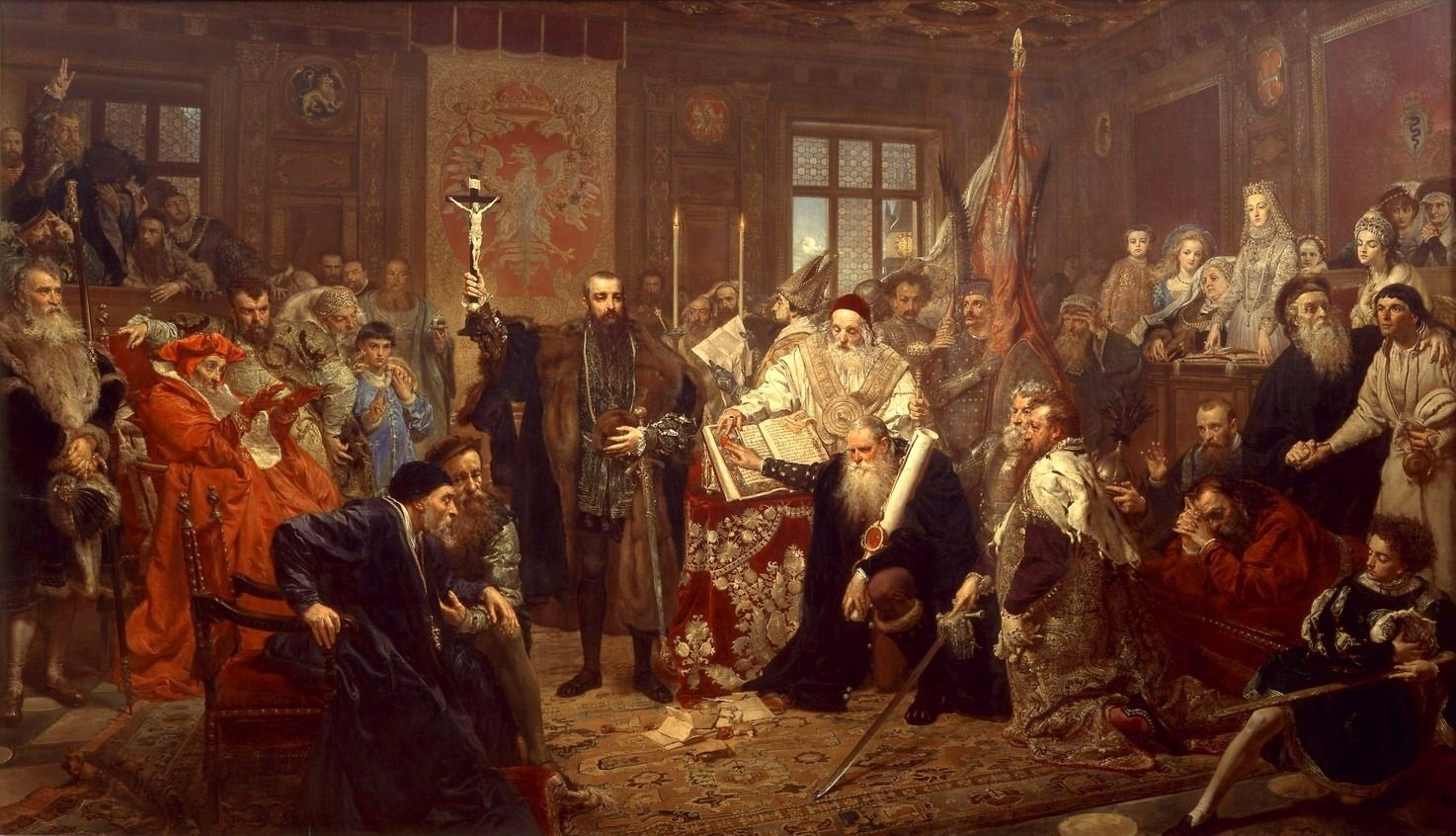
Unionen i Lublin sammanslog Polen och Litauen till ett land.

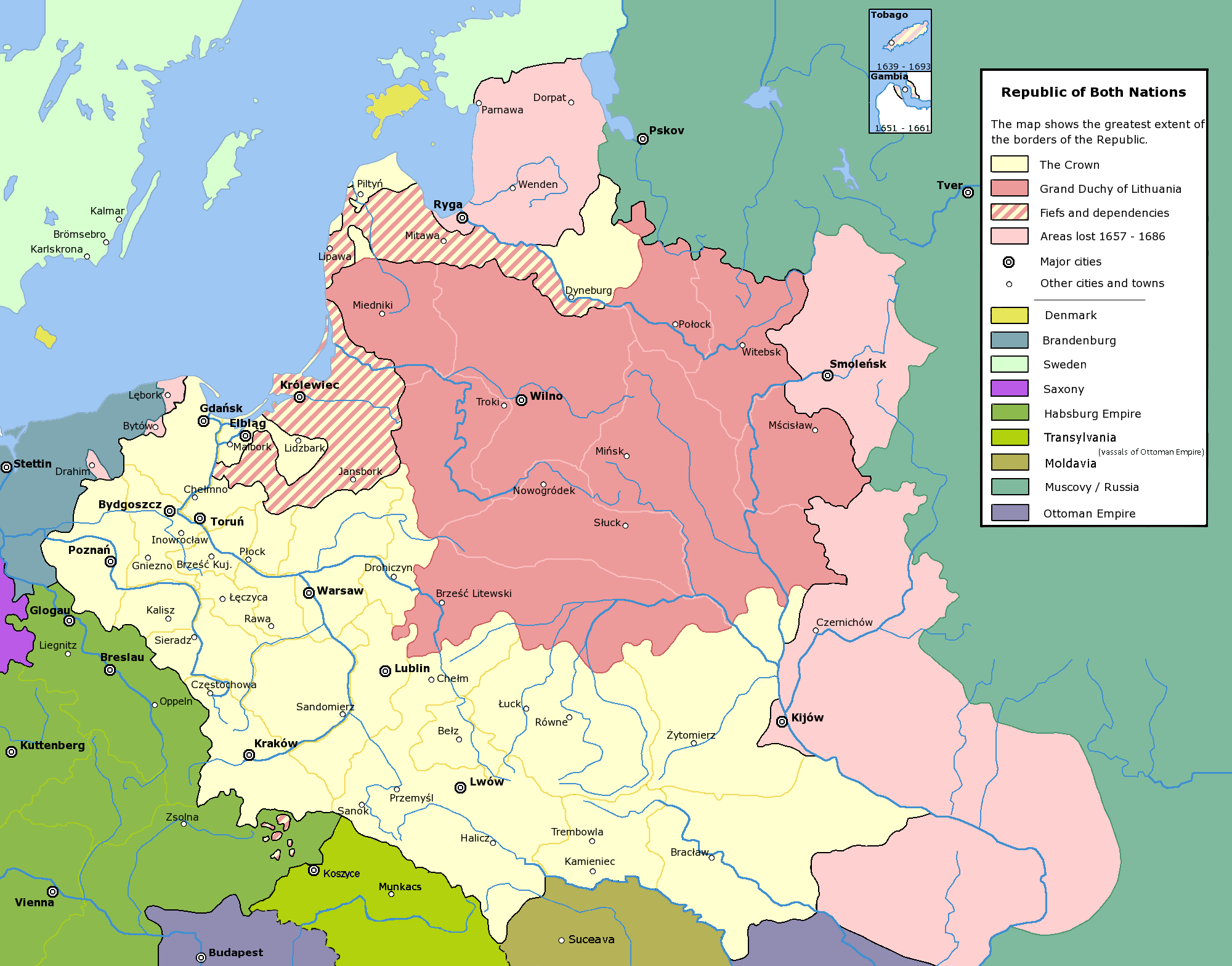
Polen-Litauen vid dess storhetstid.

Den polska guldåldern  eller  Det Gyllene Seklet  (Zloty Wiek) pågick under 1500-talet och sammanfaller med den polska stormaktstiden från sent 1300-tal till mitten på 1600-talet. Perioden kan sägas vara krönet på den polska stormaktstiden. 
Under denna "guldålder" växte Polen på den ekonomiska, politiska, militära och kulturella scenen och var något av ett kulturellt drivhus för Central- och Östeuropa, särskilt Ryssland anammade de polska framstegen inom arkitektur och urbanisering. Sverige påverkades av polsk musik (Gustav Vasa hade polska hovmusiker) och danser (polonäser, polskor och mazurkor). Polen var ett av Europas största, folkrikaste och välmående länder tack vare personalunionen med storfurstendömet Litauen som 1569 förvandlades till en realunion, vilket skapade det Polsk-Litauiska Samväldet. 
Vid det polska hovet uppehöll sig vetenskapsmän, poeter och konstnärer och kockar från Italien och Frankrike vilket formade den polska kulturen. I Gdansk byggdes det till exempel upp en Shakespeare-teater som årligen fick besök av gästspelande trupp från London. Även de polska författarna, tex Mikołaj Rej och Jan Kochanowski - som nu övergav latinet för polska - nådde tidigare oanade litterära höjder och utvecklade det polska språket. 
En av de mest kända inhemska polska vetenskapsmännen under denna tid var Mikolaj Kopernik (Copernicus). Perioden kännetecknades av en stor tolerans och genorisitet mot oliktänkande som var närmast unik i det samtida Europa som slets sönder av religionskrig , förföljelser och konflikter.
Många judiska, armeniska, muslimska och protestantiska flyktingar som förföljdes i omkringliggande stater fick en fristat i det toleranta Polen.
Den polska kronans ekonomiska förvaltande av statens inkomster under 1500-talet försvårades dock av den mäktiga adeln (szlachtan) som beskar kungarnas makt och blev i det närmaste helt fria från skattebetalande. Detta i kombination med inrikespolitiska kriser och militära konflikter med yttre fiender som i princip oavbrutet pågår hela 1600-talet åderlåter både den polska ekonomin och kulturen. Det polsk-litauiska samväldet försvagas under hela 1600- och 1700-talet så till den milda grad att riket slutade existera i och med att det delades mellan grannarna Österrike, Preussen och Ryssland.